# Pasto (Colômbia)
San Juan de Pasto é uma cidade do sudoeste da Colômbia, capital do departamento de Nariño, situa-se em uma região agrícola andina de maioria indígena e atua como centro comercial e distribuidor de mercadorias ente o Vale do Anca e o Equador através da Rodovia Pan-americana. Conta com numerosos edifícios religiosos de estilo colonial e é importante destino turístico pela beleza dos vales que a cercam. Fica perto do vulcão Galeras.

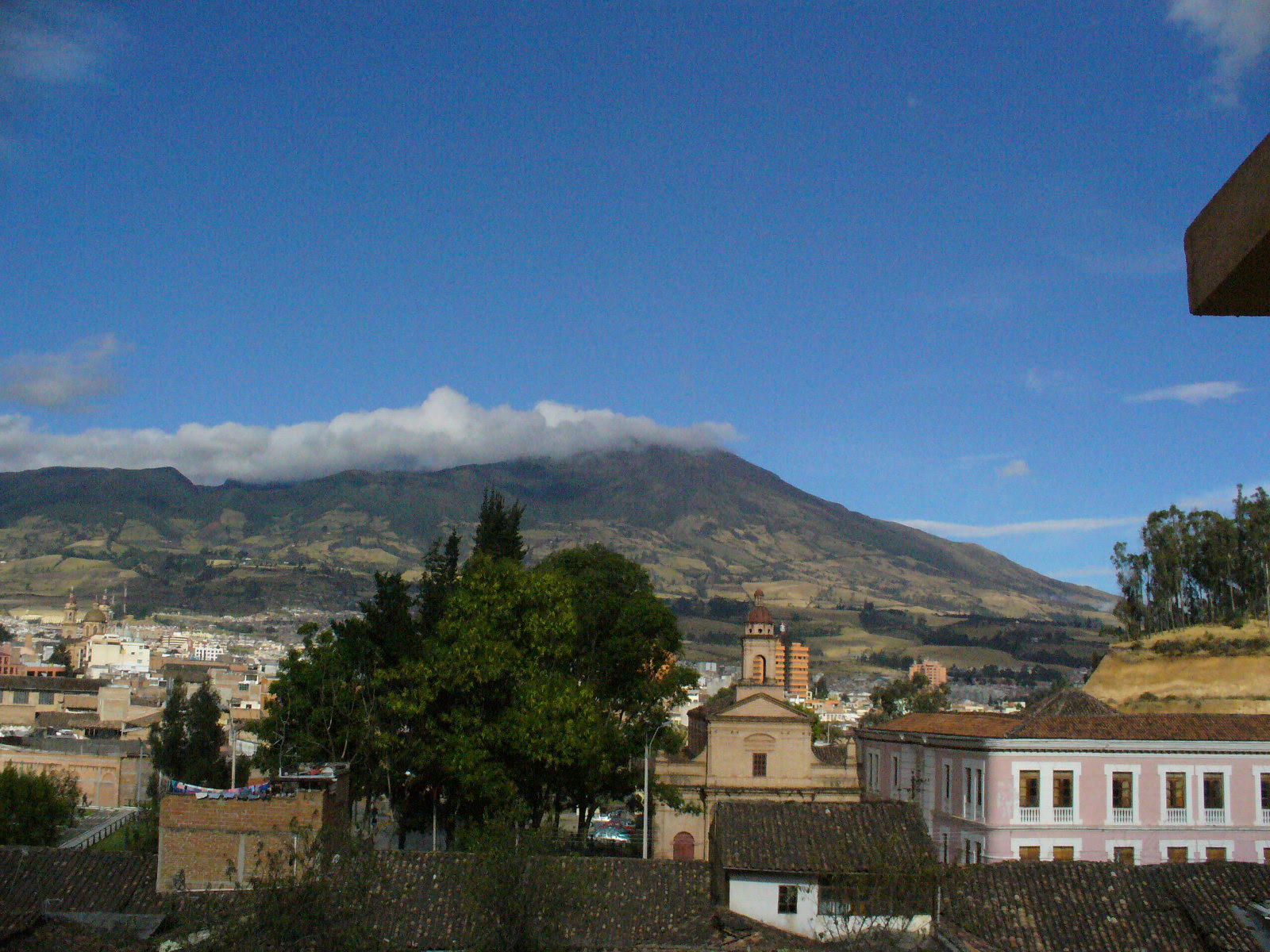
Panorâmica de Pasto

## Dados
- População: aproximadamente 450.000 habitantes.
- Temperatura média: 14 °C.
- Área: 1.181 quilômetros quadrados.
- Pluviosidade média anual: 700 milímetros.
- Altitude: 2.527 metros acima do nível do mar.